# Гальгудуд
Гальгудуд (сомал. Galgaduud, араб. جلجدود‎) — провинция в центральной части Сомали. Административный центр − город Дусамареб.

## Расположение
Провинция граничит с Эфиопией и с сомалийскими провинциями Мудуг, Хиран и Средняя Шабелле, и имеет выход к Индийскому океану.

## Политическая ситуация
Провинцию контролирует государственные образования Галмудуг, Химан и Хеб и вооружённая группировка Ахлу-Сунна валь-Джамаа. Однако с 2014 года ведутся переговоры под эгидой Федерального правительства Сомали о создании автономного Государства центральных регионов, в которое войдут Галмудуг, Химан и Хеб и Ахлу-Сунна валь-Джамаа. Провинция Галгудуд может стать составной частью новосозданного государства. Часть территории контролирует радикальное исламское государство Харакат аш-Шабаб.
Однако сообщается также о вооружённых противостояниях между правительственными войсками и Ахлу-Сунна валь-Джамаа в конце 2014 года по причине разногласий, касающихся статуса Гальгудуда и занятии городов Дусамареб и Гуриэл правительственными войсками.

## Районы
Гальгудуд состоит из пяти районов:
- Абудуак
- Ададо
- Дусамареб
- Эльбур
- Эльдер

## Крупные города
- Абудуак
- Ададо
- Эльбур
- Дусамареб
- Эл Гарас
- Галинсор
- Гуриэл
- Херале